# Gərməçataq
Gərməçataq è un comune dell'Azerbaigian situato nel distretto di Babək.